# Segunda Categoría del Guayas 1967
El campeonato provincial de Segunda Categoría de Guayas 1967 fue la 1ª edición del torneo de la Segunda categoría de la provincia de Guayas. El torneo fue organizado por Asociación de Fútbol del Guayas (AFG) tras la decisión de la Asociación Ecuatoriana de Fútbol(Hoy Ecuafútbol) decidiera terminar con los torneos provinciales que eran torneos clasificatorios para el Campeonato Ecuatoriano de fútbol, debido a ello se decidió crear un segundo nivel el cual sería la Segunda división y en la cual participaron los equipos que no se clasificaron para el Campeonato Ecuatoriano de Fútbol 1967, además se crearía aparte el torneo de segunda división del guayas en la que participarían los equipos que jugaban en la liga de Ascenso del Campeonato de Fútbol del Guayas 1967, y cuyo ganador representará al fútbol del Guayas. 
El Everest se coronó como campeón por primera vez del torneo de Segunda Categoría de Guayas, mientras que el Estudiantes del Guayas conseguiría el subcampeonato.

## Formato del torneo
Primera Etapa
En la Primera Etapa se jugarían en dos grupos de 6 equipos cada uno de los cuales se jugarían en encuentros de ida y vuelta, los clasificados al cuadrangular serían los 2 equipos de mejor puntaje, en caso de igualdad de puntos entre 2 equipos se jugaría un partido extra.
Segunda Etapa (Cuadrangular final)
Se jugaría un cuadrangular con los 4 equipos clasificados en la 1ª fase en encuentros de ida, el equipo que haya obtenido la mayor cantidad de puntos se proclamará como el nuevo campeón en caso de igualdad en puntos se definirá una final en doble partido, el campeón representara a la provincia en el torneo de Segunda División 1967.

## Sedes
Los escenarios que se definieron fueron; en el Grupo A y los encuentros por la 2° e 3° fecha se las realizarian en el Estadio George Capwell, mientras que en el Grupo B y la fecha inaugural del Cuadrangular en el Estadio Modelo.
| Guayaquil         | Guayaquil              |
| ----------------- | ---------------------- |
| Estadio Modelo    | Estadio George Capwell |
| Capacidad: 42 000 | Capacidad: 26 000      |
|                   |                        |

## Equipos participantes
Estos fueron los 12 equipos que participaron en el torneo provincial de 2.ª categoría del Guayas de 1967.
| Equipos participantes | Equipos participantes | Equipos participantes | Equipos participantes |
| --------------------- | --------------------- | --------------------- | --------------------- |
| Audax Argentino       | Boca JR               | Everest               | Luq San               |
| Aduana                | Chacarita             | Huancavilca           | Rosarinos             |
| AEG                   | Estudiantes G         | LDU                   | Panamá                |

## Grupo A

#### Clasificación
|  |    | Equipo                 | PJ | PG | PE | PP | GF | GC | DG  | PTS |
|  | -- | ---------------------- | -- | -- | -- | -- | -- | -- | --- | --- |
|  | 1. | Everest                | 10 | 7  | 2  | 1  | 24 | 7  | +17 | 16  |
|  | 2. | Estudiantes del Guayas | 10 | 5  | 4  | 1  | 15 | 8  | +7  | 14  |
|  | 3. | LDU                    | 10 | 6  | 2  | 2  | 19 | 12 | +7  | 14  |
|  | 4. | Audax Argentino        | 10 | 3  | 4  | 3  | 17 | 13 | +4  | 10  |
|  | 5. | Boca JR                | 10 | 2  | 2  | 6  | 10 | 19 | -9  | 6   |
|  | 6. | Aduana                 | 10 | 0  | 0  | 10 | 6  | 30 | -24 | 0   |

 Pts=Puntos; PJ=Partidos jugados; G=Partidos ganados; E=Partidos empatados; P=Partidos perdidos; GF=Goles a favor; GC=Goles en contra; Dif=Diferencia de gol
|  | Clasificado al Cuadrangular final                |
|  | Definirán al Segundo clasificado al cuadrangular |

### Partidos y resultados
| Fecha 1       | Fecha 1   | Fecha 1          |
| Equipo Local  | Resultado | Equipo Visitante |
| ------------- | --------- | ---------------- |
| Aduana        | 2-7       | Everest          |
| Boca JR       | 2-2       | Audax Argentino  |
| Estudiantes G | 1-1       | LDU(G)           |

| Fecha 2       | Fecha 2   | Fecha 2          |
| Equipo Local  | Resultado | Equipo Visitante |
| ------------- | --------- | ---------------- |
| Estudiantes G | 1-3       | Everest          |
| LDU(G)        | 1-1       | Audax Argentino  |
| Boca JR       | 3-1       | Aduana           |

| Fecha 3         | Fecha 3   | Fecha 3          |
| Equipo Local    | Resultado | Equipo Visitante |
| --------------- | --------- | ---------------- |
| Everest         | 2-1       | Boca JR          |
| Audax Argentino | 1-1       | Estudiantes G    |
| LDU(G)          | 2-0       | Aduana           |

| Fecha 4       | Fecha 4   | Fecha 4          |
| Equipo Local  | Resultado | Equipo Visitante |
| ------------- | --------- | ---------------- |
| Everest       | 1-1       | Audax Argentino  |
| Estudiantes G | 2-0       | Aduana           |
| Boca JR       | 0-2       | LDU(G)           |

| Fecha 5         | Fecha 5   | Fecha 5          |
| Equipo Local    | Resultado | Equipo Visitante |
| --------------- | --------- | ---------------- |
| Audax Argentino | 4-1       | Aduana           |
| Boca JR         | 0-3       | Estudiantes G    |
| LDU(G)          | 0-5       | Everest          |

| Fecha 6         | Fecha 6   | Fecha 6          |
| Equipo Local    | Resultado | Equipo Visitante |
| --------------- | --------- | ---------------- |
| Everest         | 1-0       | Aduana           |
| Audax Argentino | 2-0       | Boca JR          |
| LDU(G)          | 1-2       | Estudiantes G    |

| Fecha 7         | Fecha 7   | Fecha 7          |
| Equipo Local    | Resultado | Equipo Visitante |
| --------------- | --------- | ---------------- |
| Everest         | 1-1       | Estudiantes G    |
| Audax Argentino | 2-3       | LDU(G)           |
| Aduana          | 0-2       | Boca JR          |

| Fecha 8       | Fecha 8   | Fecha 8          |
| Equipo Local  | Resultado | Equipo Visitante |
| ------------- | --------- | ---------------- |
| Boca JR       | 0-2       | Everest          |
| Estudiantes G | 1-0       | Audax Argentino  |
| Aduana        | 1-4       | LDU(G)           |

| Fecha 9         | Fecha 9   | Fecha 9          |
| Equipo Local    | Resultado | Equipo Visitante |
| --------------- | --------- | ---------------- |
| Audax Argentino | 0-2       | Everest          |
| Aduana          | 0-2       | Estudiantes G    |
| LDU(G)          | 4-1       | Boca JR          |

| Fecha 10      | Fecha 10  | Fecha 10         |
| Equipo Local  | Resultado | Equipo Visitante |
| ------------- | --------- | ---------------- |
| Aduana        | 1-4       | Audax Argentino  |
| Everest       | 0-1       | LDU(G)           |
| Estudiantes G | 1-1       | Boca JR          |

### Desempate por el 2° Puesto
| Equipo local  | Resultado | Equipo visitante |
| ------------- | --------- | ---------------- |
| Estudiantes G | 2 - 1     | LDU              |

## Grupo B

#### Clasificación
|                      |    | Equipo       | PJ | PG | PE | PP | GF | GC | DG  | PTS |
| -------------------- | -- | ------------ | -- | -- | -- | -- | -- | -- | --- | --- |
|                      | 1. | Chacarita JR | 10 | 6  | 3  | 1  | 25 | 11 | +14 | 15  |
|                      | 2. | Panamá       | 10 | 5  | 4  | 1  | 18 | 11 | +7  | 14  |
|                      | 3. | Luq San      | 10 | 2  | 2  | 4  | 16 | 11 | +5  | 10  |
| Bandera de Guayaquil | 4. | Huancavilca  | 10 | 4  | 2  | 4  | 16 | 19 | -3  | 10  |
| Bandera de Guayaquil | 5. | AEG          | 10 | 2  | 1  | 7  | 10 | 27 | -17 | 5   |
|                      | 6. | Rosarinos    | 10 | 2  | 0  | 8  | 12 | 23 | -11 | 4   |

 Pts=Puntos; PJ=Partidos jugados; G=Partidos ganados; E=Partidos empatados; P=Partidos perdidos; GF=Goles a favor; GC=Goles en contra; Dif=Diferencia de gol
|  | Clasificado al Cuadrangular final |

### Partidos y resultados
| Fecha 1      | Fecha 1   | Fecha 1          |
| Equipo Local | Resultado | Equipo Visitante |
| ------------ | --------- | ---------------- |
| Rosarinos    | 3-1       | Huancavilca      |
| Luq San      | 1-2       | Chacarita JR     |
| Panamá       | 3-1       | AEG              |

| Fecha 2      | Fecha 2   | Fecha 2          |
| Equipo Local | Resultado | Equipo Visitante |
| ------------ | --------- | ---------------- |
| Luq San      | 6-1       | AEG              |
| Chacarita JR | 3-2       | Rosarinos        |
| Panamá       | 1-1       | Huancavilca      |

| Fecha 3      | Fecha 3   | Fecha 3          |
| Equipo Local | Resultado | Equipo Visitante |
| ------------ | --------- | ---------------- |
| Luq San      | 2-1       | Huancavilca      |
| Panamá       | 6-1       | Rosarinos        |
| Chacarita JR | 3-1       | AEG              |

| Fecha 4      | Fecha 4   | Fecha 4          |
| Equipo Local | Resultado | Equipo Visitante |
| ------------ | --------- | ---------------- |
| Huancavilca  | 2-0       | AEG              |
| Rosarinos    | 1-0       | Luq San          |
| Chacarita JR | 0-1       | Panamá           |

| Fecha 5      | Fecha 5   | Fecha 5          |
| Equipo Local | Resultado | Equipo Visitante |
| ------------ | --------- | ---------------- |
| Rosarinos    | 3-4       | AEG              |
| Chacarita JR | 6-0       | Huancavilca      |
| Panamá       | 1-1       | Luq San          |

| Fecha 6      | Fecha 6   | Fecha 6          |
| Equipo Local | Resultado | Equipo Visitante |
| ------------ | --------- | ---------------- |
| AEG          | 1-1       | Panamá           |
| Chacarita JR | 1- 1      | Luq San          |
| Huancavilca  | 3-2       | Rosarinos        |

| Fecha 7      | Fecha 7   | Fecha 7          |
| Equipo Local | Resultado | Equipo Visitante |
| ------------ | --------- | ---------------- |
| AEG          | 0-2       | Luq San          |
| Huancavilca  | 2-1       | Panamá           |
| Rosario      | 0-2       | Chacarita JR     |

| Fecha 8      | Fecha 8   | Fecha 8          |
| Equipo Local | Resultado | Equipo Visitante |
| ------------ | --------- | ---------------- |
| Rosarinos    | 0-1       | Panamá           |
| Huancavilca  | 3-0       | Luq San          |
| AEG          | 1-4       | Chacarita JR     |

| Fecha 9      | Fecha 9   | Fecha 9          |
| Equipo Local | Resultado | Equipo Visitante |
| ------------ | --------- | ---------------- |
| Panamá       | 2-2       | Chacarita JR     |
| AEG          | 0-3       | Huancavilca      |
| Luq San      | 2-0       | Rosarinos        |

| Fecha 10     | Fecha 10  | Fecha 10         |
| Equipo Local | Resultado | Equipo Visitante |
| ------------ | --------- | ---------------- |
| AEG          | 1-0       | Rosarinos        |
| Luq San      | 1-2       | Panamá           |
| Huancavilca  | 2-2       | Chacarita JR     |

## Cuadrangular Final

### Partidos y resultados
| Fecha 1       | Fecha 1   | Fecha 1          |
| Equipo Local  | Resultado | Equipo Visitante |
| ------------- | --------- | ---------------- |
| Everest       | 4-1       | Panamá           |
| Estudiantes G | 1-0       | Chacarita JR     |

| Fecha 2       | Fecha 2   | Fecha 2          |
| Equipo Local  | Resultado | Equipo Visitante |
| ------------- | --------- | ---------------- |
| Estudiantes G | 0-0       | Panamá           |
| Everest       | 1-0       | Chacarita JR     |

| Fecha 3      | Fecha 3   | Fecha 3          |
| Equipo Local | Resultado | Equipo Visitante |
| ------------ | --------- | ---------------- |
| Panamá       | 1-0       | Chacarita JR     |
| Everest      | 1-0       | Estudiantes G    |

### Tabla de posiciones
|  |  |    | Equipo                 | PJ | PG | PE | PP | GF | GC | DG | PTS |
|  |  | -- | ---------------------- | -- | -- | -- | -- | -- | -- | -- | --- |
|  |  | 1. | Everest                | 3  | 3  | 0  | 0  | 6  | 1  | +5 | 6   |
|  |  | 2. | Estudiantes del Guayas | 3  | 1  | 1  | 1  | 1  | 1  | 0  | 3   |
|  |  | 3. | Panamá                 | 3  | 1  | 1  | 1  | 2  | 4  | -2 | 3   |
|  |  | 4. | Chacarita JR           | 3  | 0  | 0  | 3  | 0  | 3  | -3 | 0   |

 Pts=Puntos; PJ=Partidos jugados; G=Partidos ganados; E=Partidos empatados; P=Partidos perdidos; GF=Goles a favor; GC=Goles en contra; Dif=Diferencia de gol
|  | Campeón Anual Clasificó al Campeonato Ecuatoriano de Fútbol de Segunda División 1967. |

### Campeón
|                                                                                             |
| Everest 1.er Título Clasificó al Campeonato Ecuatoriano de Fútbol de Segunda División 1967. |